# آمین‌زدایی
آمین‌زدایی (به انگلیسی: Deamination) فرایند حذف گروه آمین از یک مولکول است. آنزیم‌هایی که این واکنش را کاتالیز می‌کنند، دآمیناز نامیده می‌شوند.
در بدن انسان، آمین‌زدایی در درجه اول در کبد انجام می‌شود، اما ممکن است در کلیه نیز رخ دهد. در شرایط مصرف بیش از حد پروتئین، از آمین‌زدایی برای تجزیه اسیدهای آمینه به منظور تأمین انرژی استفاده می‌شود. گروه آمین از اسید آمینه خارج شده و به آمونیاک تبدیل می‌شود. بقیه اسید آمینه عمدتاً از کربن و هیدروژن تشکیل شده و ممکن است بازیافت شده یا برای تأمین انرژی اکسید شود. آمونیاک برای انسان سمی است و آنزیم‌ها با افزودن مولکول‌های کربن دی‌اکسید در چرخه اوره، که در کبد نیز اتفاق می‌افتد، آن را به اوره یا اوریک اسید تبدیل می‌کنند. اوره و اوریک اسید می‌توانند به راحتی در خون پخش شوند و سپس از طریق ادرار دفع شوند.